# TV 1861 Ingolstadt
Der TV 1861 Ingolstadt ist ein Sportverein in der Stadt Ingolstadt, der 1861 gegründet wurde.
Die American-Football-Abteilung des Vereins spielt unter dem Namen Ingolstadt Dukes von 2023 bis 2024 in der German Football League, die seit dem Jahr 2000 als Baseballabteilung zum Verein gehörenden Ingolstadt Schanzer von 2017 bis 2021 in der 2. Baseball-Bundesliga.

## Historie
Der Turnverein Ingolstadt von 1861 (TV 1861) wurde am 19. Juli 1861 von 65 Bürgern der Stadt Ingolstadt gegründet. Ursprünglich unter dem Namen „Männerturnverein von 1861“ bekannt, diente der Verein der körperlichen Ertüchtigung und der Pflege des deutschen Volksbewusstseins. Die ersten Übungen fanden auf dem Garnisonsturnplatz statt, und bereits 1862 erhielt der Verein eine Fahne, die bis heute existiert.
1863 fusionierte der Turnverein mit der Feuerwehr und firmierte unter dem Namen „Turn- und Feuerwehrverein Ingolstadt von 1861“. 1886 trennten sich die Turner von der Feuerwehr und nahmen den ursprünglichen Vereinsnamen wieder an. Im Laufe der Jahre erweiterte der Verein sein Sportangebot um neue Disziplinen wie Leichtathletik, Handball, Hockey, Schwimmen, Fechten, und ab den 1970er Jahren auch um Tennis, Bowling und Volleyball.
Nach dem Zweiten Weltkrieg stand der Verein vor großen Herausforderungen, darunter die Sperrung seines Sportplatzes und der Verlust von Sportgeräten. Dennoch gelang es, den Verein wieder aufzubauen. In den 1970er Jahren übernahm der TV 1861 die Reitsportanlage an der Gabel und errichtete ein neues Sportzentrum im Nordwesten der Stadt, was zu einem Mitgliederzuwachs führte.
Finanzielle Schwierigkeiten in den 1980er und 1990er Jahren zwangen den Verein zu Umstrukturierungen, darunter den Verkauf von Anlagen. Trotz dieser Herausforderungen konnte sich der TV 1861 stabilisieren und bleibt bis heute ein bedeutender Sportverein in Ingolstadt mit einem breiten Sportangebot und einer langen Tradition.
Seit dem Jahr 2000 gehören die Ingolstadt Schanzer als Baseballabteilung zum Verein, die 1998 in der Baseball-Bundesliga und von 2017 bis 2021 in der 2. Baseball-Bundesliga Süd-Ost spielten. Im Herbst 2021 zog man das Team freiwillig aus der 2. Bundesliga zurück.  2024 spielt die 1. Herren-Mannschaft in der Bayernliga.
Seit Ende 2011 gehören die Ingolstadt Dukes als American-Football-Abteilung zum Verein. Sie spielten von 2023 bis 2024 in der German Football League und seit 2024 in der Football-Landesliga Bayern.
2024 gehören zum Verein folgende 19 Abteilungen: American Football (Ingolstadt Dukes), Badminton, Base- und Softball (Ingolstadt Schanzer), Bowling, Cheerleading, Fechten, Fußball, Handball, Karate, Kegeln, Rugby, Rhythmische Sportgymnastik, Ski und Snowboard, Stockschützen, Taekwondo, Tennis, Tischtennis, Turnen-Fitness-Gesundheit und Volleyball.